# Tara Rosandić
Tara Rosandić (* 2. Februar 1988 in Zagreb) ist eine kroatische Schauspielerin. Nach eher unbekannten Rollen verkörpert sie seit 2017 an der Seite von Ivan Herceg die weibliche Hauptrolle Sonja in der Telenovela Čista ljubav.

## Filmografie (Auswahl)
- 2007: Zauvijek susjedi
- 2011: Pod sretnom zvijezdom
- seit 2017: Čista ljubav